# Don't Bother Me, I Can't Cope
Don't Bother Me, I Can't Cope és una revista musical creada per primera vegada el 1971 amb música, lletra i llibre de Micki Grant. Va ser produït originalment per Edward Padula.

## Antecedents i produccions
L'espectacle de cants i balls se centra en l'experiència afroamericana amb cançons sobre temes com ara cases de pisos, senyors de barris marginals, vida del gueto, protestes estudiantils, poder negre i feminisme. La música és una barreja de gospel, jazz, funk, soul, calipso i soft rock.
L'espectacle va tenir la seva primera posada en escena al Ford's Theatre de Washington, DC del 15 de setembre al 10 d'octubre de 1971, amb escenificacions posteriors als teatres Locust i Walnut Street de Filadèlfia.
La producció de Broadway reesmenada, dirigida per Vinnette Carroll i coreografiada per George Faison, va ser estrenada el 19 d'abril de 1972 al Playhouse Theatre, on va funcionar durant dos mesos abans de traslladar-se a l'Edison. Va tenir un total de 1065 actuacions. En la seva ressenya de la nit d'obertura, Clive Barnes de The New York Times la va descriure com "una barreja d'una festa de bloc i una reunió de revival" i va escriure: "És l'inesperat el que és més deliciós. Ahir a la nit al Playhouse Theatre un nou musical va arribar aplaudint, trepitjant i colpejant. És fresc, divertit i negre... Herois negres com Flip Wilson i Godfrey Cambridge, i fins i tot Bella Abzug i Ralph Nader s'esmenten i l'espectacle fa una burla irònica dels temps canviants. i celebra l'augment de les aspiracions i els èxits negres... l'espectacle està ple de talent treballant junts amb una cohesió rarament trobada fora del món de la dansa". El crític de teatre de la revista Time T.E. Kalem també va elogiar l'espectacle, escrivint: "tot el cel s'allibera a l'escenari. Aquest és el tipus d'espectacle en què vols fer petons."
El repartiment incloïa Micki Grant, Alex Bradford, Hope Clarke i Arnold Wilkerson. Amb Vinnette Carroll com a directora, Don't Bother Me, I Can't Cope es va convertir en la primera obra de Broadway dirigida per una dona afroamericana, i Micki Grant va ser la primera dona a escriure tant la música com la lletra d'un musical de Broadway.
La producció de Los Angeles de 1972 va comptar amb Paula Kelly.
L'any 1972 es va publicar una gravació de repartiment original amb el segell Polydor, produïda per Jerry Ragovoy.
El 2016, la York Theatre Company va organitzar un compromís limitat de Don't Bother Me, I Can't Cope amb 10 representacions entre el 27 de febrer i el 6 de març.
El juliol del 2018, l'espectacle va reviure als Encores! Temporada Off-Center al New York City Center, coreografiada i dirigida per Savion Glover.

## Llista de cançons
- "I Gotta Keep Movin'" (reempresa al final de l'espectacle)
- "Harlem Streets"
- "Lookin' Over from Your Side"
- "Don't Bother Me, I Can't Cope"
- "Fighting for Pharaoh"
- "Good Vibrations"
- "You Think I Got Rhythm?"
- "They Keep Coming"
- "My Name Is Man"
- "Love Power"
- "Questions"
- "It Takes a Whole Lot of Human Feeling"
- "Time Brings About a Change"
- "So Little Time"
- "Thank Heaven for You"
- "All I Need"

## Premis i nominacions
| Any  | Premi                                  | Categoria                                  | Nominat(s)       | Resultat  |
| ---- | -------------------------------------- | ------------------------------------------ | ---------------- | --------- |
| 1972 | Premi Drama Desk                       | Actuació més destacada                     | Micki Grant      | Guanyador |
| 1972 | Premi Drama Desk                       | Lletrista més prometedor                   | Micki Grant      | Guanyador |
| 1972 | Premi Outer Critics Circle             | Millor musical                             | Millor musical   | Guanyador |
| 1972 | Premi Obie                             | Millor actor                               | Alex Bradford    | Guanyador |
| 1972 | Premi Grammy                           | Millor àlbum de teatre musical             | Grant & Ragavoy  | Guanyador |
| 1972 | Premi Los Angeles Drama Critics Circle | Direcció distingida                        | Vinnette Carroll | Guanyador |
| 1972 | Premi Los Angeles Drama Critics Circle | Actuació Distingida                        | Kelly            | Guanyador |
| 1972 | Premi Los Angeles Drama Critics Circle | Coreografia distingida                     | Claude Thompson  | Guanyador |
| 1972 | Premi Los Angeles Drama Critics Circle | Direcció musical distingida i arranjaments | H.B. Barnum      | Guanyador |
| 1973 | Premis Tony                            | Millor musical                             | Millor musical   | Nominat   |
| 1973 | Premis Tony                            | Millor llibret                             | Micki Grant      | Nominat   |
| 1973 | Premis Tony                            | Millor banda sonora                        | Micki Grant      | Nominat   |
| 1973 | Premis Tony                            | Millor direcció de musical                 | Vinnette Carroll | Nominat   |